# 让-巴蒂斯特·桑福什
让-巴蒂斯特·桑福什（法語：Jean-Baptiste Sanfourche，1831年5月28日—1860年）1831年在法国小镇塞纳克出生，是一位法国建筑师。

## 生平
他在巴黎美术学院完成大学学业时期是建筑学教授西蒙-克劳德·康斯坦特-杜菲的学生。康斯坦特-杜菲的教学象征着历史对 19 世纪建筑师的决定性作用。最近出现了该研讨会的一组笔记并记录了其教学。1860年，让-巴蒂斯特·桑福什成为一名特派员，负责维护昂热 (缅因州卢瓦尔河) 宗教建筑名录的会计运作规律。他搬到西班牙的维多利亚-加斯泰兹（Vitoria-Gasteiz），在那里建立了维多利亚-加斯泰兹站。

## 作品

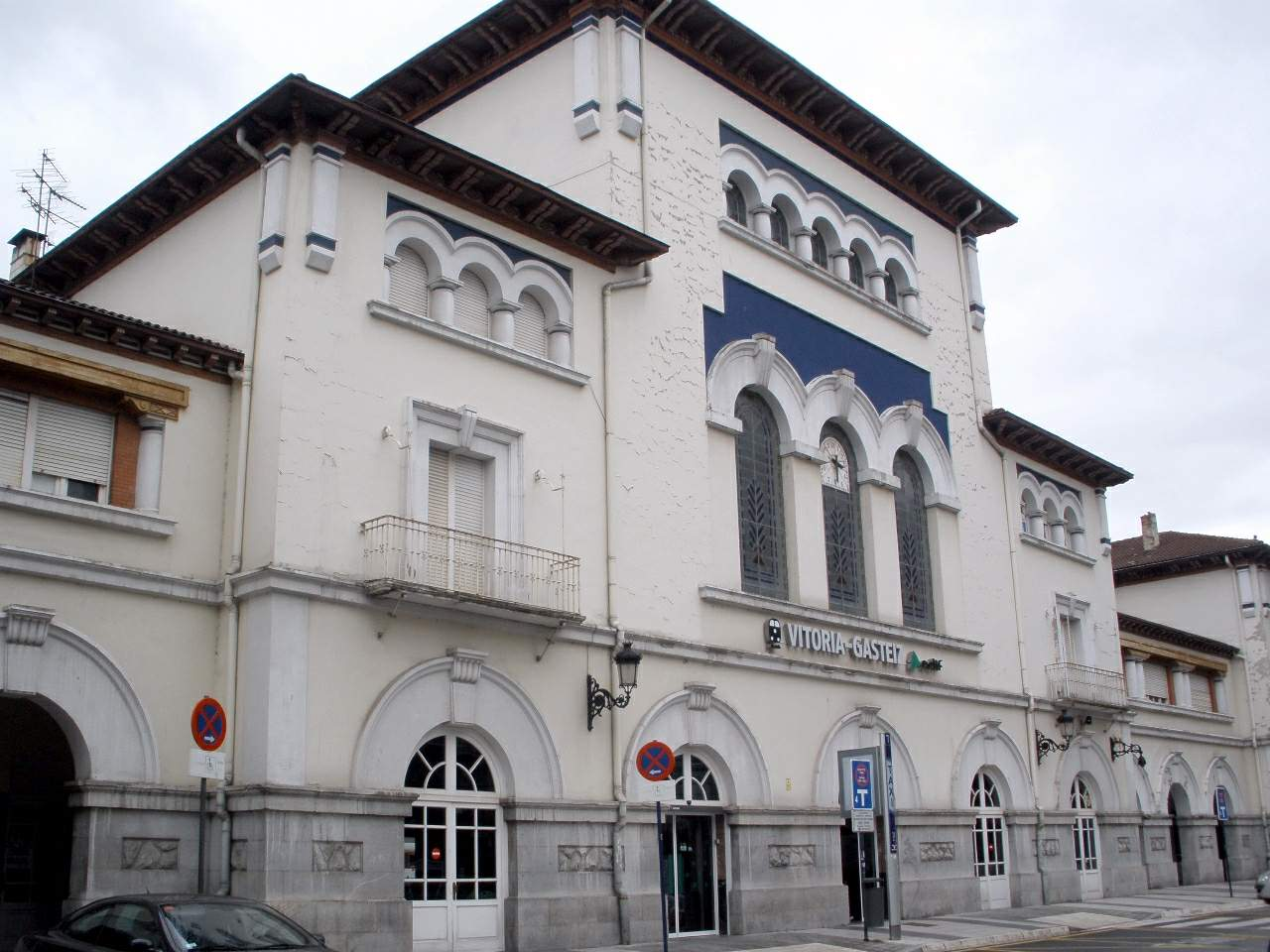
维多利亚-加斯泰兹火车站